# University College Dublin
A University College Dublin (conhecida como UCD; Irlandês: Coláiste na hOllscoile, Baile Átha Cliath) é uma universidade pública em Dublin, Irlanda, e uma instituição membro da National University of Ireland. Com 33.284 alunos, é a maior universidade da Irlanda, e está entre as universidades de maior prestígio do país. Cinco ganhadores do Prêmio Nobel estão entre os ex-alunos da UCD e funcionários atuais e antigos. De acordo com o QS World University Rankings, a UCD é a 173° melhor universidade do mundo.

## História
A UCD se origina em um corpo fundado em 1854, que foi inaugurado como a universidade católica da Irlanda na festa de São Malaquias e com John Henry Newman como seu primeiro reitor; foi reformada em 1880 e licenciada por direito próprio em 1908. A Lei das Universidades de 1997 renomeou a universidade constituinte como "Universidade Nacional da Irlanda, Dublin", e uma ordem ministerial de 1998 renomeou a instituição como "University College Dublin - Universidade Nacional da Irlanda, Dublin".

## Alumni
- Maeve Binchy
- Gabriel Byrne
- Emma Donoghue
- Roddy Doyle
- Brendan Gleeson
- Gerard Manley Hopkins
- Neil Jordan
- James Joyce
- Flann O'Brien
- Chris O'Dowd
- Dan O'Herlihy
- Brian O'Nolan
- Jim Sheridan
- Colm Tóibín
- Doireann Ní Bhriain
- Patrick Hillery
- Douglas Hyde
- Cearbhall Ó Dálaigh
- John Bruton
- Brian Cowen
- Mairead McGuinness
- Brother Barnabas
- Stephen Dedalus